# Ersatzbrennstoffkraftwerk

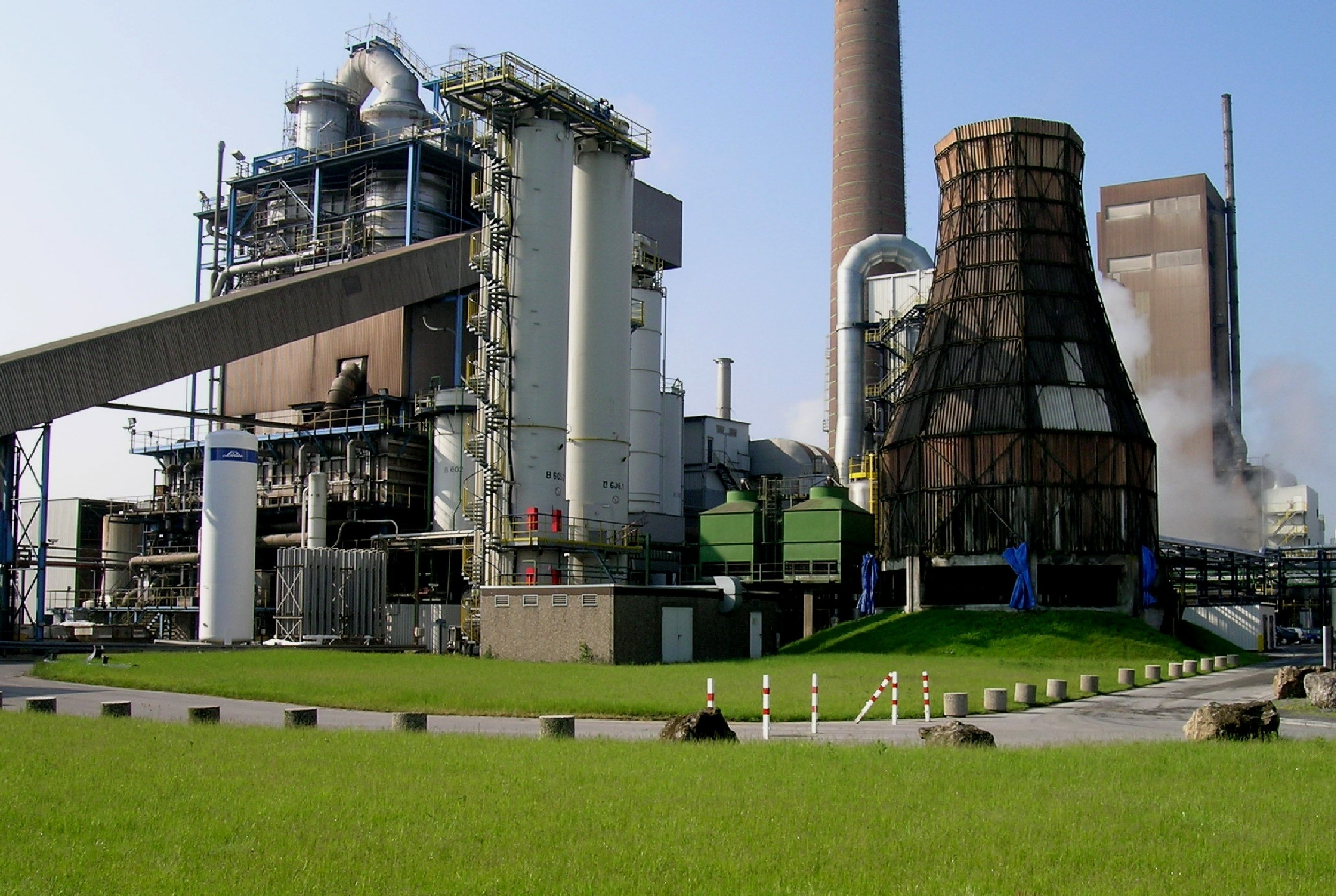
EBS-Kraftwerk auf Wirbelschicht-Basis im Lippewerk

Ein Ersatzbrennstoffkraftwerk (abgekürzt EBS-Kraftwerk, auch RDF-Kraftwerk, Mittel- bzw. Hochkalorik-Kraftwerk genannt) ist ein Dampfkraftwerk, bei dem Ersatzbrennstoffe (EBS) bzw. Refuse Derived Fuel (RDF) oder andere mittel- oder hochkalorischen Reststoffe als Brennstoff eingesetzt werden.

## Technologie
Eine übliche Größe für ein EBS-Kraftwerk ist 50–220 MW, d. h. die meisten EBS-Kraftwerke sind Industriekraftwerke. Häufig werden EBS-Kraftwerke als Kraft-Wärme-Kopplungs-Anlagen in Verbindung mit größeren Industriebetrieben errichtet, die Prozessdampf oder Nahwärme abnehmen und/oder die Ersatzbrennstoffe liefern, beispielsweise Papierfabriken, die in großer Menge Wärme benötigen und bei denen gleichzeitig Spuckstoffe als EBS anfallen.
Die Feuerungstechnologie ist weitgehend von klassischen Typen anderer Kraftwerke abgeleitet, die mit Festbrennstoffen mittlerer Stückigkeit befeuert werden, insbesondere von Biomassekraftwerken und Müllverbrennungsanlagen. Zur Anwendung kommen je nach genauen Brennstoffeigenschaften und Leistung vor allem Rostfeuerungen (für kleinere Leistungen und grobstückigen Brennstoff) und Wirbelschichtfeuerungen (für größere Leistungen und feinstückigen Brennstoff).
Wegen der normalerweise unbekannten Brennstoffzusammensetzung mit potentiell gefährlichen Schadstoffen erhalten EBS-Kraftwerke immer eine Abgasreinigung nach 17. BImSchV (Verordnung über Verbrennungsanlagen für Abfälle und ähnliche brennbare Stoffe) zur Abscheidung von saueren und adsorptiv anlagerbaren Schadstoffen, vergleichbar der einer Müllverbrennungsanlage.
Hinsichtlich Wasser-Dampf-Kreislauf und sonstiger Nebenanlagen unterscheidet sich ein EBS-Kraftwerk prinzipiell nicht von anderen Dampfkraftwerken. Im Detail wird die Anlage den Gegebenheiten des jeweiligen Standortes angepasst.

## Ausgeführte Anlagen
Ausgeführte Anlagen sind beispielsweise:
| Name                                                         | Standort                             | Feuerung                    | Kapazität in tEBS/a | Inbetrieb- nahme | Betreiber / Versorgter Industriebetrieb                                             |
| ------------------------------------------------------------ | ------------------------------------ | --------------------------- | ------------------- | ---------------- | ----------------------------------------------------------------------------------- |
| EBS Industrie-KW Rüdersdorf                                  | Rüdersdorf bei Berlin                | Rost                        | 210.000             | 2009             | Vattenfall / CEMEX Zementwerk                                                       |
| EBS-Verbrennungsanlage EVA                                   | Industriepark Höchst                 | zirkulierende Wirbelschicht | 700.000             | 2009             | Thermal Conversion Compound Industriepark Höchst GmbH                               |
| Industrieheizkraftwerk Premnitz                              | Premnitz                             | Wirbelschicht               | 100.000             | 2005             | EEW Energy from Waste GmbH (ehemals BKB, E.ON)                                      |
| Energetische Verwertungsanlage für Ersatzbrennstoff Premnitz | Premnitz                             | Rost                        | 150.000             | 2008             | EEW Energy from Waste GmbH (ehemals BKB, E.ON)                                      |
| Kraftwerk Sonne                                              | Großräschen                          | Rost                        | 240.000             | 2007             | EEW Energy from Waste GmbH (ehemals BKB, E.ON)                                      |
| EBS-Heizkraftwerk Bremen-Blumenthal                          | Bremen-Blumenthal                    | Rost                        | 50.000              | 2005             | Heizkraftwerk Blumenthal GmbH / Bremer Woll-Kämmerei                                |
| EBS-Heizkraftwerk Eisenhüttenstadt                           | Eisenhüttenstadt (Brandenburg)       | Wirbelschicht               | 240.000             | 2011             | Progroup, ehemals EnBW                                                              |
| EBS-Kraftwerk Witzenhausen                                   | Witzenhausen                         | Wirbelschicht               | 265.000             | 2008             | B+T Energie / DS Smith Paper (Papierfabrik)                                         |
| Industrieheizkraftwerk Korbach                               | Korbach                              | Rost                        | 75.000              | 2008             | MVV Energie AG MVV Energiedienstleistungen GmbH / Continental AG (Gummi/Reifenwerk) |
| Energetische Verwertungsanlage Aßlar                         | Aßlar                                | Rost                        | 15.000              | 2003 bis 2008    |                                                                                     |
| Heizkraftwerk Stavenhagen                                    | Stavenhagen                          | Rost                        | 95.000              | 2007             | Nehlsen / Unilever (Kartoffelfabrik "Pfanni")                                       |
| Dampfzentrale Weener                                         | Weener                               | Rost                        | 140.000             | 2008             | Prokon Nord / Klingele Paper & Packaging Group                                      |
| Lünen / WBF                                                  | Lünen (Lippewerk)                    | Wirbelschicht               | 20.000              | 2003             | Remondis                                                                            |
| EBS-Kraftwerk Knapsack                                       | Hürth-Knapsack (Chemiepark Knapsack) | Rost                        | 250.000             | 2009             | EEW Energy from Waste GmbH mit EBKW Knapsack                                        |
| Heizkraftwerk Minden                                         | Minden                               | Rost                        | 35.000              | 2003             | AML Immobilien GmbH / Siegfried PharmaChemikalien Minden GmbH                       |
| Industrieheizkraftwerk Andernach                             | Andernach                            | Rost                        | 140.000             | 2008             | IKW Andernach GmbH / TKS                                                            |
| Industriekraftwerk Amsdorf                                   | Amsdorf                              | Rost                        | 60.000              | 2004             | Romonta                                                                             |
| Thermische Ersatzbrennstoff-Verwertungsanlage Neumünster     | Neumünster                           | Wirbelschicht               | 180.000             | 2005             | Stadtwerke Neumünster                                                               |
| HKW Meuselwitz-Lucka                                         | Meuselwitz                           | Rost                        | 50.000              | 2000             |                                                                                     |
| RABA Erfurt-Ost                                              | Erfurt                               | Rost                        | 80.000              | 2007             | TUS Thüringer UmweltService GmbH (Tochterunternehmen der SWE Stadtwerke Erfurt)     |
| Thermische Verwertungsanlage Schwarza                        | Schwarza                             | Rost                        | 60.000              | 2008             | ZASO / Papierfabrik Adolf Jass                                                      |
| Energie Anlage Bernburg                                      | Bernburg (Saale)                     | Rost                        | 400.000             | 2010             | Energie Anlage Bernburg GmbH (Solvay, Prezero) / Solvay                             |
| Ersatzbrennstoff-Heizkraftwerk Rostock                       | Rostock-Hafengebiet                  | Rost                        | 170.000             | 2010             | Vattenfall Europe New Energie Ecopower GmbH                                         |
| EBS-Kraftwerk MVV                                            | Gersthofen                           | Rost                        | 90.000              | 2009             | MVV Industriepark Gersthofen GmbH                                                   |

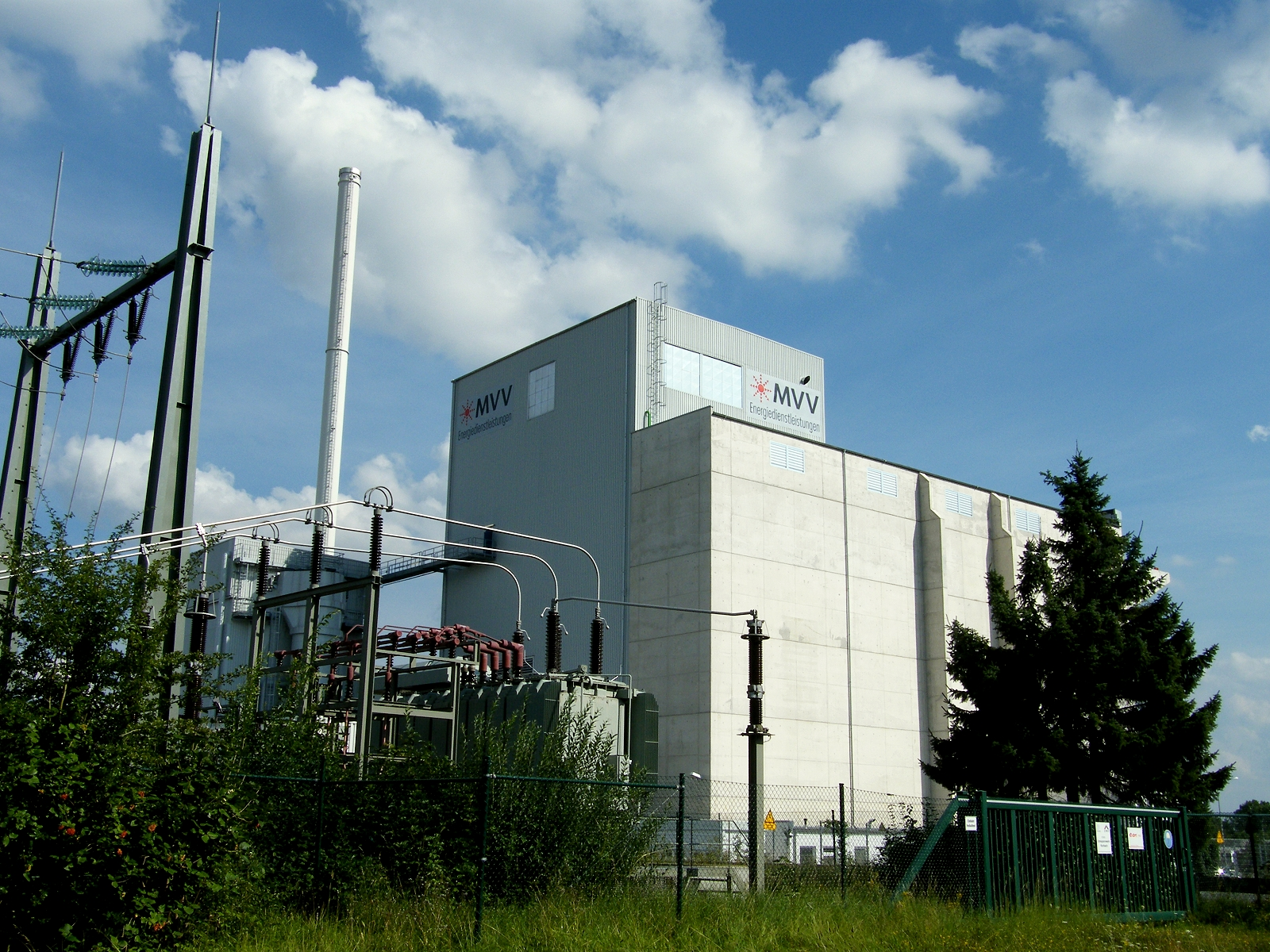
MVV Energiedienstleistungen Werk Korbach